# Pristimantis zophus
Espèce
Synonymes
- Eleutherodactylus zophus Lynch & Ardila-Robayo, 1999

Statut de conservation UICN

 NT  : Quasi menacé
Pristimantis zophus est une espèce d'amphibiens de la famille des Craugastoridae.

## Répartition
Cette espèce est endémique du département d'Antioquia en Colombie. Elle se rencontre entre 2 030 et 2 680 m d'altitude dans la cordillère Occidentale.

## Publication originale
- Lynch & Ardila-Robayo, 1999 : The Eleutherodactylus of the taeniatus complex in western Colombia: taxonomy and distribution. Revista de la Academia Colombiana de Ciencias Exactas Fisicas y Naturales, vol. 23, no 89, p. 615-624 (texte intégral).